# Bahnhof Riccarton Junction
Koordinaten: 55° 16′ 16″ N, 2° 43′ 35,9″ W

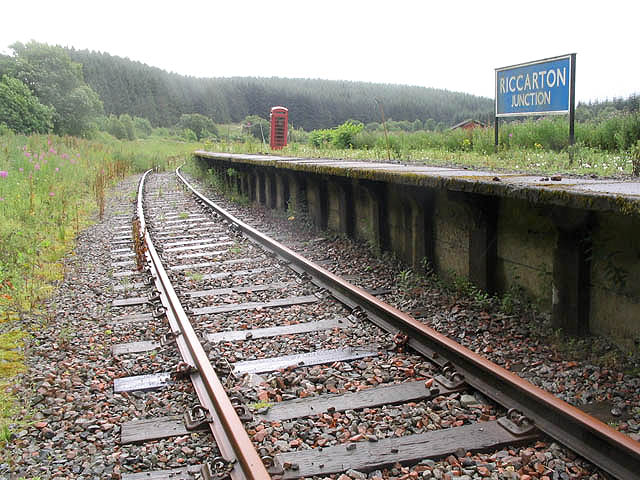
Ehemaliger Bahnsteig in Riccarton Junction mit 2007 wiederaufgebautem Gleis

Riccarton Junction war von 1862 bis 1969 ein Bahnhof und zugleich eine Eisenbahnersiedlung an der Waverley Line, einer 1969 stillgelegten Bahnstrecke in den Scottish Borders. Bis zum Bau einer Forststraße 1963 war der schottische Ort nur über die Schiene erreichbar, die Versorgung mit allen Waren erfolgte ausschließlich per Zug. Mit der Schließung der Strecke verließen die letzten Einwohner den Ort, der wie der Bahnhof in den Folgejahren abgerissen wurde. Von den Gebäuden sind noch einzelne Ruinen und Mauerreste erhalten, das Schul- und das Lehrerhaus wurden kürzlich jedoch renoviert.

## Geschichte

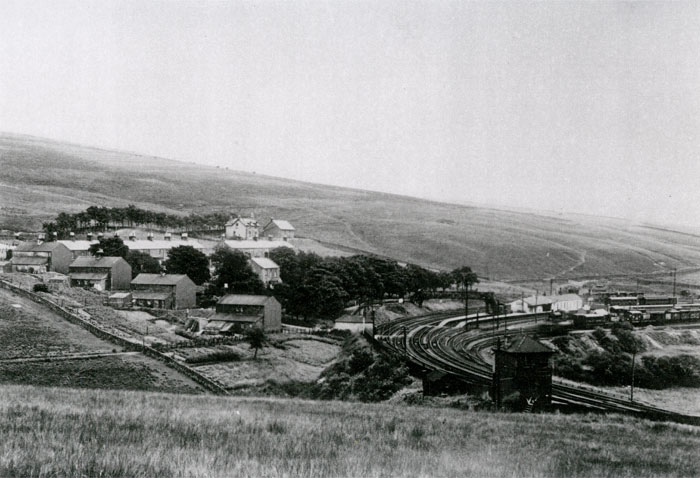
Riccarton Junction um 1910, Blick über Bahnhof und Siedlung von Nordwesten

Die North British Railway (NBR) als Besitzer der 1849 eröffneten Strecke von Edinburgh nach Hawick suchte längere Zeit nach geeigneten Wegen, ihre Strecke nach Süden in Richtung Carlisle zu verlängern, um ihren Anteil am lukrativen Durchgangsverkehr zwischen Schottland und England zu steigern. Der topographisch einfachere Weg über Langholm war durch Bestrebungen der konkurrierenden Caledonian Railway zunächst versperrt. Als Ersatz suchte die NBR einen Weg durch das südlich von Hawick liegende, weitgehend unbesiedelte Bergland der Borders, was mit dem Whitrope Tunnel einen langen Scheiteltunnel und eine kurvige steigungsreiche Strecke durch Liddesdale, das Tal des Liddel Water erforderte. Da die NBR auch bestrebt war, den Verkehr aus den Borders nach Newcastle upon Tyne, von dem sie sich gute Nachfrage erhoffte, zu bedienen, wurde zudem  als Border Counties Railway eine Zweigstrecke in Richtung Hexham an der bereits bestehenden Strecke von Carlisle nach Newcastle geplant. 
Im Tal des Riccarton Burn, eines kleinen Zuflusses des Liddel Water, legte die NBR südlich des Whitrope Tunnel weit abseits bestehender Ortschaften den Bahnhof Riccarton (ab 1905 als Riccarton Junction bezeichnet) für den Abzweig nach Hexham an. Um für das Personal Unterkünfte zu haben, legte die North British Railway zugleich die Ortschaft Riccarton an. Zuvor hatte es in diesem entlegenen Teil der Borders keine Ortschaft in weitem Umkreis gegeben, lediglich zwei Crofts lagen in der näheren Umgebung. 
Der Bahnhof diente dem abzweigenden Verkehr nach Hexham sowie der Vorhaltung von Schiebelokomotiven für die Rampe zum Whitrope Tunnel. Er erhielt einen breiten Mittelbahnsteig, auf dem das einstöckige Bahnhofsgebäude angelegt wurde. Zwei Stumpfgleise entstanden im Mittelbahnsteig auf beiden Seiten des Bahnhofsgebäudes. Das südliche Gleis diente den Personenzügen nach Hexham. Für das nördliche Gleis ergab sich auf Dauer kein Bedarf und es wurde zugeschüttet. Über eine Gitterbrücke konnte vom Bahnhofsgebäude die nordwestlich des Bahnhofs liegende Ortschaft erreicht werden. Weitere Bahnhofsgleise dienten dem Güterverkehr. Für die Schiebelokomotiven und die Lokomotiven der Strecke nach Hexham erhielt der Bahnhof einen Lokschuppen mit Drehscheibe, der als Außenstelle dem Bahnbetriebswerk in Hawick zugeordnet war. Weiterhin entstanden zwei Stellwerke, ein Wagen-, ein Güterschuppen, eine Bekohlungsanlage und eine Werkstatt. Zur Beleuchtung des Bahnhofs entstand ein kleines Gaswerk.

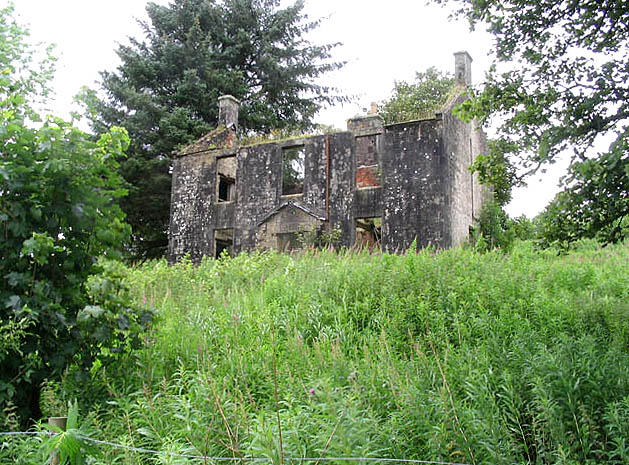
Das Wohnhaus des Bahnhofsvorstehers besteht 2007 lediglich noch als Ruine.

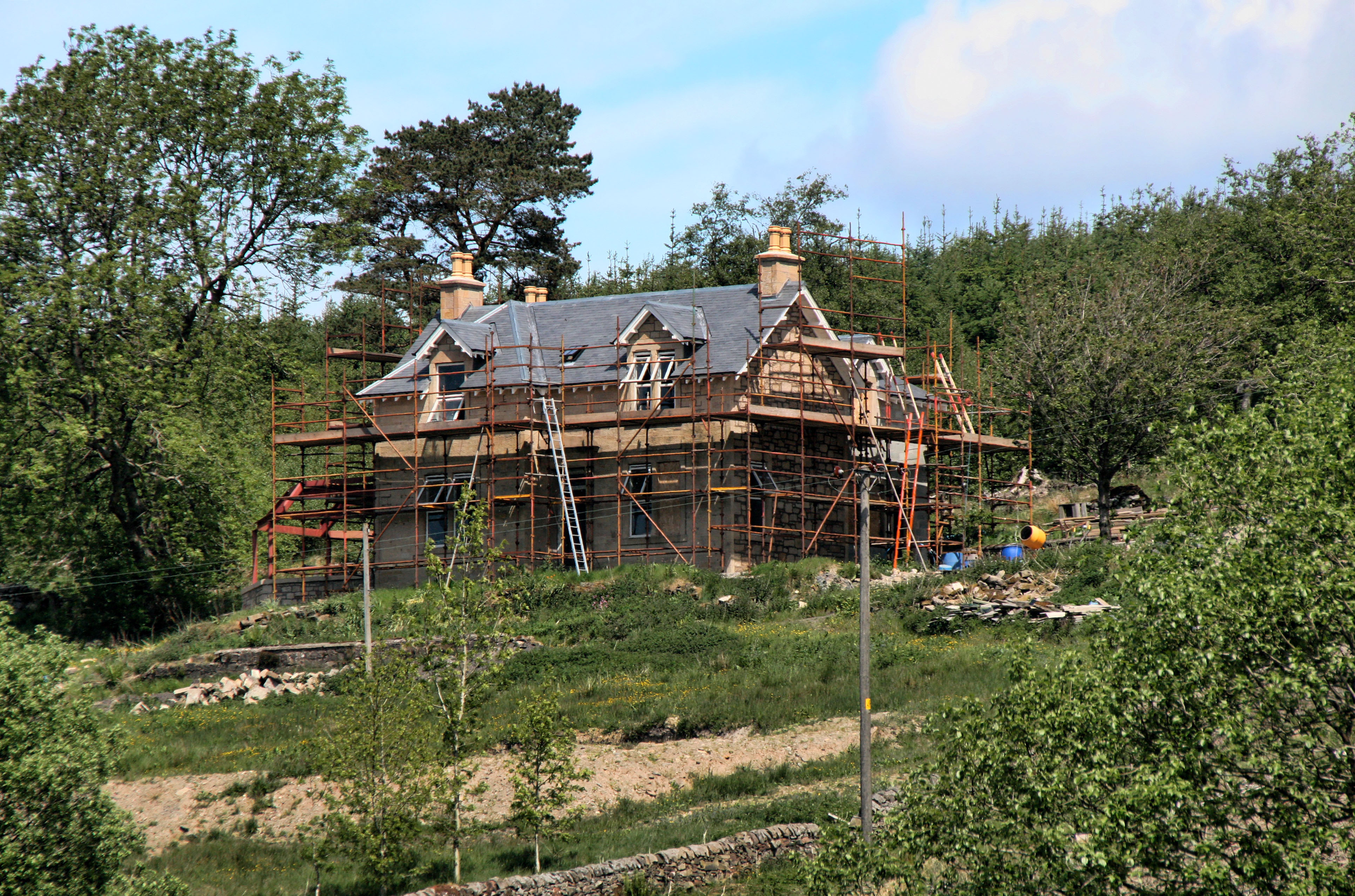
Das ehemalige Schoolmaster's House wurde 2010 vollständig saniert.

Für die Eisenbahner und ihre Familien wurden insgesamt 37 Cottages erbaut, dazu weitere Gebäude. Riccarton Junction erhielt außerdem eine Schule und ein Gemeinschaftshaus (village hall). Maximal wohnten 120 Menschen in der Siedlung. Im Bahnhofsgebäude wurden ein Postamt, ein Laden der Konsumgenossenschaft aus Hawick und ein Pub eingerichtet. Bis 1963 war der Ort nur über die Schiene erreichbar, die Versorgung mit allen Waren erfolgte ausschließlich per Zug. Eine Kirche erhielt Riccarton nicht. Zunächst hielt an Sonntagen der Pfarrer der benachbarten Ortschaft Saughtree im Lokschuppen und später im Wartesaal den Gottesdienst ab. Dazu musste er mehrere Kilometer Fußmarsch zurücklegen. In späteren Jahren setzten die NBR und ihre Nachfolgegesellschaft London and North Eastern Railway gesonderte Sonntagszüge nach Hawick und Newcastleton ein. Beerdigungen fanden in Newcastleton statt. Für die medizinische Versorgung hielt man in Hawick außerhalb der Zeiten fahrplanmäßiger Züge stets eine Lokomotive fahrbereit, um von dort bei Bedarf einen Arzt zu bringen. Mehrfach war der Ort im Winter aufgrund von Schneemassen von der Außenwelt abgeschnitten, zuletzt im Winter 1963, als die Waverley Line in diesem Bereich über eine Woche lang aufgrund von Schneeverwehungen gesperrt werden musste.
Erst für die letzten Jahre seiner Existenz erhielt der Ort 1963 über eine provisorisch ausgebaute Forststraße Anschluss ans Straßennetz. Zuvor war Riccarton 1955 ans Stromnetz angeschlossen worden. Bereits 1956 war die Linie nach Hexham für den Personenverkehr geschlossen worden und Riccarton verlor seine Funktion als Umsteigebahnhof. Bis zur Schließung des Lokschuppens 1958 blieb die Funktion als Einsatzstandort für Schiebelokomotiven erhalten, auch nutzte das Personal der Dampflokomotiven vor den Güterzügen den Bahnhof gerne, um den Dampfdruck für den Rest der Bergfahrt wieder zu erhöhen. Er blieb bis zur Stilllegung der Waverley Line am 6. Januar 1969 in Betrieb. Der schrittweise Bedeutungsverlust sowie der sinkende Personalbedarf aufgrund des fortschreitenden Ersatzes der Dampf- durch Diesellokomotiven führte zu einem erheblichen Rückgang der in Riccarton erforderlichen Eisenbahner. Die Schule schloss 1962, die verbliebenen Kinder fuhren mit dem Zug zur Schule nach Hawick. Im April 1967 zog die letzte Familie mit Kindern nach Hawick. Ende 1967 lebte lediglich noch ein Ehepaar dauerhaft in Riccarton, die letzten zum Betrieb nötigen Eisenbahner kamen per Zug oder Pkw zur Arbeit. Im Februar 1967 wurde der lokale Güterverkehr eingestellt und der Bahnhof war nicht mehr durchgehend besetzt. Mit der Schließung der Waverley Line verlor der Ort seine Existenzgrundlage und die letzten noch verbliebenen Bewohner zogen fort. Die leerstehenden Gebäude des Bahnhofs und der Ortschaft wurden in den Folgejahren überwiegend abgerissen. Lediglich das Gebäude des Schoolmasters und die Schule gingen in Privatbesitz über, wurden 2010 umfangreich renoviert und heute als Ferienhaus genutzt.
Vom Haus des Bahnhofsvorstehers sind noch die Außenmauern erhalten, von den übrigen Gebäuden teilweise die Grundmauern. Der Bahnsteig blieb ebenfalls erhalten. Das gesamte Gelände des Bahnhofs und der Ortschaft sind inzwischen im Besitz der Forestry Commission.
Die Friends of Riccarton Junction gründeten sich 1997 mit dem Ziel, möglichst viele der noch vorhandenen Bauten zu restaurieren. 2004 verlegten sie zur Erinnerung einige Meter Gleise an einer der noch vorhandenen Bahnsteigkanten und stellten ein Schild sowie eine Telefonzelle auf. Aufgrund interner Streitigkeiten löste sich der Verein allerdings 2008 wieder auf.